# Jozef Kotula
Jozef Kotula (* 20. September 1976 in der Tschechoslowakei) ist ein slowakischer Fußballspieler. Er ist 1,75 m groß und wiegt 74 kg.

## Karriere
Der Mittelfeldspieler begann seine Karriere beim slowakischen Erstligisten FC Nitra, bevor er von 2000 bis 2004 für die Sportfreunde Siegen in der Regionalliga Süd auflief. Schließlich wechselte er zurück in seine slowakische Heimat, wo er für Artmedia Bratislava und Spartak Trnava spielte. Zur Regionalliga-Saison 2006/2007 wechselte er zum SV Wilhelmshaven und erzielte in 23 Spielen vier Tore. 
Zur Saison 2007/2008 wechselte er zu Rot-Weiss Essen, wo er einen Zwei-Jahres-Vertrag erhielt. Der Vertrag wurde aus familiären Gründen von Jozef Kotula nicht verlängert. Von Juli 2009 bis Sommer 2010 spielte er wieder in seiner Heimat bei Spartak Trnava. Anschließend wechselte er in den slowakischen Amateurfußball.